# Гировоз

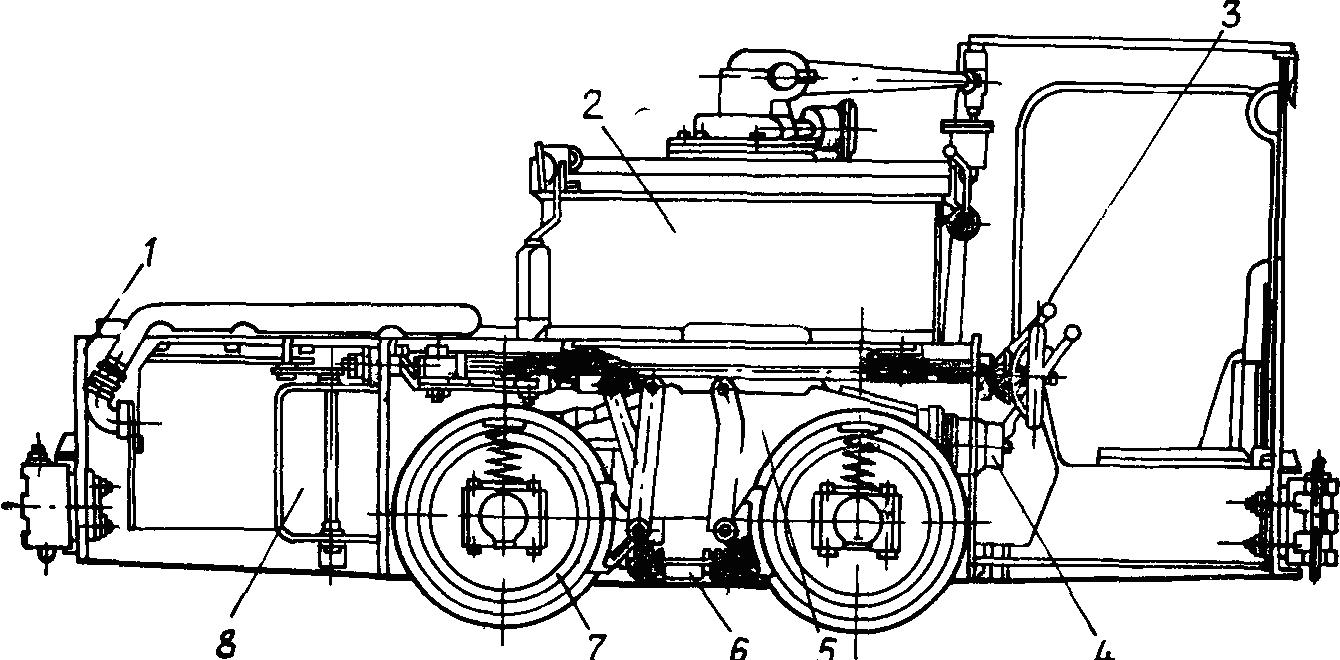
Схема устройства гировоза:
1. рама
2. маховик
3. песочная система
4. механизм переключения скоростей
5. двухступенчатый редуктор
6. тормозная система
7. ходовая часть
8. пневматический двигатель

Гировоз (англ. inertia – type locomotive) — локомотив с механическим аккумулятором энергии (маховиком), предназначенный для транспортирования составов вагонеток по рельсовым путям горизонтальных выработок шахт, опасных по взрыву газа или пыли.

## История появления
Впервые гировозы нашли применение в европейских странах в 1940-е годы. Их производство было освоено фирмой «Эрликон». Позднее, в 1950-е их выпуск был освоен в СССР.

## Принцип работы
Маховик, накапливающий механическую энергию, раскручивается до скорости 2—3 тысячи оборотов в минуту. Маховик приводится во вращение электрическим или пневматическим двигателем на стационарном пункте. Пневматический двигатель работает от воздушной сети с рабочим давлением 400—600 кПа, которая прокладывается в горных выработках. После зарядки гировоз может проехать от 3 до 5 км.
Крутящий момент с вала на маховик и с маховика на ходовую часть передаётся через редуктор, торможение осуществляется колодочными тормозами, для улучшения сцепления колёсных пар с рельсами применяется песочная система.
Гировозы используются в основном для транспортировки лёгких составов по горизонтальным горным выработкам.
Средняя скорость движения примерно 1,9 м/с, время зарядки маховика — не более 16 минут, дистанция пробега без подзарядки при отсутствии уклона не менее 1000 м, ширина колеи гировозов от 550 до 900 мм (550, 575, 600, 900).

## Производители гировозов
- Дружковский машиностроительный завод[2]